# Битка код Саламине на Кипру (450. п. н. е.)
Битка код Саламине на Кипру 450. п. н. е. била је битка између Делског савеза и Персије.
Делски савез је изгубио флоту 454. п. н. е. кад је неуспешно покушао да помогне египатску побуну против Персије. Током наредне три године Делски савез није успевао да заузме Фарсал у Тесалији, а ни Сикион ни Енијаду, који су били спартански савезници. Атина склапа 451. п. н. е. петогодишњи мир са Спартом.
После мира Кимон је имао слободне руке да настави рат против Персије. Отпловио је до Кипра са 200 бродова Делског савеза. Одатле шаље 60 бродова принцу Амиртеу, који се борио против Персијанаца у делти Нила. Са преосталим бродовима помаже устанак кипарских градова настањених Грцима против њиховог владара, персијског вазала.
Кимон ставља персијско упориште Китиј (данашња Ларнака на Кипру) под опсаду. Током опсаде Кимон је погинуо, а заповедништво над флотом преузима Анаксикрат. Анаксикрат напушта опсаду Китија и одлази до Саламине на западу Кипра, где се сукобљава са персијском флотом коју чине феничански и киликијски бродови. Грчка флота побећује и на мору, а војска је победила и на копну. Убрзо се враћа 60 бродова из Египта, па се сви враћају у Атину.
Атињани нису искористили предност победе, да заузму Кипар, него су се једноставно вратили кући. У Грчкој Спарта је преузела светилиште у Делфију, а у Беотији је почео устанак против Атине.

## Могућа замена
Поред ове постоје још две битке код Саламине, па се дешава честа грешка.
- Чувена битка код Саламине 480. п. н. е. у Грчкој
- Битка код Саламине на Кипру 306. п. н. е. измећу Деметрија Полиоркета и Птолемеја